# Robbie Fowler
Robert Bernard „Robbie“ Fowler (* 9. April 1975 in Toxteth, Liverpool) ist ein ehemaliger englischer Fußballspieler.
Größter Erfolg für den beim FC Liverpool ausgebildeten Stürmer und 26-fachen englischen Nationalspieler war im Jahr 2001 das „Triple“ aus UEFA-Pokal, FA Cup und englischem Ligapokal für die „Reds“ – plus anschließendem Super-Cup-Gewinn. Nach weiteren Stationen in Leeds (2001–2003) und Manchester (2003–2006), zwischenzeitlicher Rückkehr an alte Wirkungsstätte (2006–2007) sowie kurzen Gastspielen in Cardiff (2007–2008) und Blackburn (2008) wechselte er im Jahr 2009 in die australische A-League, wo er nach einem Umweg North Queensland Fury (2009–2010) zuletzt bis Anfang 2011 für Perth Glory aktiv war.
Ab März 2011 sammelte er als Assistent der sportlichen Führung bei den Milton Keynes Dons erste praktische Erfahrungen im Trainerfach.

## Profikarriere

### Im Verein

#### FC Liverpool

##### Start der Laufbahn (bis 1994)
Robbie Fowler kam als Robert Bernard Ryder im Liverpooler Problembezirk Toxteth zur Welt, und in einer von hoher Arbeitslosigkeit geprägten Umgebung nahm das Fußballspielen auf der Straße für den jungen Robert früh einen hohen Stellenwert ein. Obwohl er den FC Everton zu seinem Lieblingsverein auserwählte, landete er schließlich beim Konkurrenten FC Liverpool. Verantwortlich dafür war Jim Aspinall, der als Talentscout für die „Reds“ arbeitete und das etwas klein gewachsene Talent in einer U-14-Schulauswahl entdeckte. Zwar hatte ihn auch Everton „auf dem Radar“ und ließ ihn als 14-Jährigen einige Male in der eigenen U-17-Mannschaft spielen, aber die Verbindung mit dem FC Liverpool manifestierte sich immer mehr und schließlich unterschrieb Fowler an seinem 17. Geburtstag dort seinen ersten Profivertrag.
Knapp ein Jahr später saß Fowler für das Profiteam zum Ende der Saison 1992/93 erstmals anlässlich einer FA-Cup-Partie gegen die Bolton Wanderers auf der Ersatzbank und zu Beginn der folgenden Spielzeit 1993/94 debütierte er am 22. September 1993 beim 3:1-Ligapokalerfolg gegen den FC Fulham. War ihm hier bereits ein eigenes Tor gelungen, so war er zwei Wochen später nach seinem nächsten Auftritt gegen denselben Gegner „in aller Munde“. Er schoss alle fünf Tore zum 5:0-Sieg, wobei eine solche Ausbeute zuvor nur drei weiteren Liverpool-Spielern gelungen war, und empfahl sich damit nachhaltig für die Premier League, zumal sein Team ohne ihn gerade drei Spiele in Folge verloren hatte. Fowlers Debüt an der Stamford Bridge gegen den FC Chelsea verhinderte dann zwar auch nicht die vierte Pleite in Serie, aber spätestens nach seinen drei Toren gegen den FC Southampton im fünften Ligaeinsatz und insgesamt 13 Toren in den ersten 15 Pflichtspielen war Fowler einer der neuen „aufgehenden Sterne“ im englischen Fußball – zum Schluss waren es 18 Saisontreffer.

##### Sportlicher Durchbruch (1994–1998)
Als Teil des Ligapokal-Siegers im Jahr 1995 erhielt Fowler anschließend in der Nachwuchsspielerkategorie die Auszeichnung zu Englands Fußballer des Jahres. An der Seite des langjährigen Rekordtorjägers Ian Rush hatte er sich zuvor endgültig einen Stammplatz erarbeitet, war zudem torgefährlich im Strafraumspiel und ballsicher „aus der Tiefe heraus“, wodurch er sich auch als guter Vorbereiter gezeigt hatte. Höhepunkt war neben dem Pokalerfolg zudem am 28. August 1994 gegen den FC Arsenal ein Hattrick binnen vier Minuten und 33 Sekunden. Dass die Leistungen keine Ausnahme darstellten, zeigte Fowler bereits in der folgenden Saison 1995/96. Hier übertraf er die 31 Saisontore nicht nur um weitere fünf Treffer, sondern zeigte sich besonders gegen die hochkarätigen englischen Defensivreihen motiviert – Ausdruck dessen waren vier Tore in den beiden Partien gegen Manchester United, ein weiterer „Dreierpack“ gegen Arsenal sowie fünf Tore in drei Begegnungen mit Aston Villa. Er gewann erneut die Jungprofiwahl zum besten englischen Fußballer und wurde mit ersten Länderspielen in der englischen A-Nationalmannschaft plus der Nominierung in den Kader für die anstehende Euro 1996 im eigenen Land belohnt.
Nach dem Weggang von Ian Rush blieb Fowler auch in der Saison 1996/97 mit 31 Toren bester Torschütze seines Klubs, wenngleich seine Sturmpartner nun wechselten. Besonders schmerzlich vermisst wurde er zum Ende der Spielzeit, als ihn eine rote Karte gegen den Rivalen aus Everton für die letzten drei Ligaspiele außer Gefecht setzte und sein Klub, der lange aussichtsreich im Meisterschaftsrennen platziert gelegen hatte, am Ende mit nur vier Punkten noch auf den vierten Rang abrutschte. Ausgerechnet bei einem weiteren „Friendly Derby“ gegen den Lokalrivalen zog sich Fowler am 23. Februar 1998 während eines Zweikampfs mit dem norwegischen Torhüter Thomas Myhre einen Kreuzbandriss zu, die ihn zu einer langen Pause zwang und ihm die Teilnahme an der Weltmeisterschaft 1998 in Frankreich kostete – während seiner Abwesenheit vertrat ihn der damals 18-jährige Michael Owen, der sowohl im Verein als auch bei den „Three Lions“ die ihm gebotenen Chancen nutzte und seinerseits zum neuen „Shooting Star“ im englischen Fußball wurde.

##### Wendepunkte und das „Triple“ (1998–2001)
Die schwere Knieverletzung war von einschneidender Bedeutung für Fowlers weiteren Karriereverlauf – er selbst bezeichnete den „Unglückstag“ rückblickend als schlimmsten Moment seiner Karriere. Zwar nahm er in der Saison 1998/99 als Sturmpartner von Michael Owen wieder am Geschehen teil und zeigte mit zwei Toren gegen Charlton Athletic (3:3) und drei Treffern gegen den FC Southampton (7:1) die alten Stärken, aber zu den sportlichen Problemen gesellten sich kleinere „Skandälchen“. Dabei ereilten ihn neben negativer Presse von Seiten des Boulevards zwei längere Sperren. Verantwortlich dafür waren seine angeblichen Provokationen gegenüber Chelsea-Verteidiger Graeme Le Saux und ein als unangemessen empfundener Torjubel gegen Everton, als Fowler an der Seitenlinie das Schnupfen von Kokain imitierte. Enttäuschend verlief für ihn die Spielzeit 1999/2000, als er nach einem guten Start gegen den „Lieblingsgegner“ Arsenal verletzungsbedingt zu nur insgesamt 14 Einsätzen kam.
Fowler gewann im Jahr 2001 für den FC Liverpool das „Triple“ aus Ligapokal, FA Cup und UEFA-Pokal. Dennoch hatte sich auch die Spielzeit 2000/01 als problematisch dargestellt. Bereits zu Saisonbeginn hatten ihn Knöchelprobleme zu Pausen gezwungen, und neben Michael Owen kristallisierte sich immer mehr der neu verpflichtete Emile Heskey als ideale Ergänzung heraus. Die ehemals bei den eigenen Anhänger als „Gott“ verehrte Identifikationsfigur wurde so im Team von Trainer Gérard Houllier zum Ergänzungsspieler degradiert. Besonders enttäuschend für ihn war, dass er in den Finalspielen im FA Cup und UEFA-Pokal nicht in der Startformation stand, wenngleich er in beiden Partien eingewechselt wurde und gegen Deportivo Alavés ein Tor schoss. Die Perspektiven verschlechtern sich weiter; die Differenzen mit Houllier und Assistenztrainer Phil Thompson – von Fowler in seiner Autobiografie rückblickend beide als „Jekyll & Hyde“ verspottet – nahmen zu und somit waren die drei Tore gegen Leicester City (4:1) im Oktober 2001 der vorerst letzte sportliche Höhepunkt von „Toxteth Terror“, wie Fowler auch genannt wurde. Trotz aller Differenzen auf und außerhalb des Platzes in Anfield kam sein plötzlicher Wechsel Ende November 2001 für eine Ablösesumme von elf Millionen Pfund zum Erstligakonkurrenten Leeds United überraschend.

#### Leeds United (2001–2003)
Sein Einstand in Leeds war zunächst unspektakulär, aber mit drei Toren am Boxing Day zum 3:0-Sieg gegen die Bolton Wanderers deutete Fowler seine Qualitäten an. Gemeinsam mit dem Australier Mark Viduka bildete er in der Saison 2001/02 ein nicht unerfolgreiches Sturmduo, wie die gemeinsamen 23 Ligatore unter Beweis stellten, von denen wiederum Fowler mit 12 Treffern die Mehrheit auf sich vereinte.
Fowler fehlte aufgrund einer Hüftverletzung zu Beginn der Saison 2002/03 und gab erst im Dezember 2002 gegen die Bolton Wanderers sein Comeback. Dass sein Verein im Monat darauf die Wintertransferperiode dazu nutzte, um ihn an Manchester City weiter zu verkaufen, lag jedoch weniger an seinen Blessuren, als in der sich bedrohlich zuspitzenden Finanzsituation begründet. Leeds United hatte sich durch die verpasste Champions-League-Qualifikation „verzockt“ und die fehlenden Einnahmen sorgten für Liquiditätsengpässe, die nun verstärkt durch Erlöse wie die sechs Millionen aus dem Fowler-Transfer abzumildern waren.

#### Manchester City (2003–2006)
In den verbleibenden Partien der Saison 2002/03 kam Fowler zunächst nur schwer in Gang und traf bei seinen 13 Auftritten nur zweimal. Die Anhänger der „Citizens“ äußerten bereits ihren Unmut in Bezug auf die hohe Investition, die sich nun nicht auszuzahlen drohte, als sich Fowler mit kämpferischen Tugenden zurück in den Fokus spielte. Mit insgesamt zehn Pflichtspieltreffern traf er nun ebenso zweistellig, wie in der Folgesaison 2004/05. Hier schoss er elf Tore, wozu auch der „Jubiläumstreffer“ am 28. Februar 2005 gegen Norwich City zählte – sein 150. Tor in der Premier League. Dessen ungeachtet endete die Saison für ihn enttäuschend, als Fowler am letzten Spieltag gegen den FC Middlesbrough in der 90. Minute einen Elfmeter verschoss, was Manchester City letztlich die UEFA-Pokal-Qualifikation kostete.
Eine Rückenverletzung setzte Fowler zu Beginn der Saison 2005/06 „außer Gefecht“. Trotz eines erfolgreichen Comebacks im FA Cup gegen Scunthorpe United, als ihm erstmals für Manchester City drei Tore in einem Spiel gelangen, signalisierte ihm der damalige Trainer Stuart Pearce, dass der im Sommer 2006 auslaufende Vertrag nicht verlängert werden würde. Es folgte Ende Januar 2006 die Verkündung seiner Rückkehr zum FC Liverpool, wo zu diesem Zeitpunkt eine „Stürmerkrise“ ausgebrochen war – Top-Torschütze zu diesem Zeitpunkt war mit Steven Gerrard ein Mittelfeldspieler.

#### Rückkehr nach Liverpool (2006–2007)

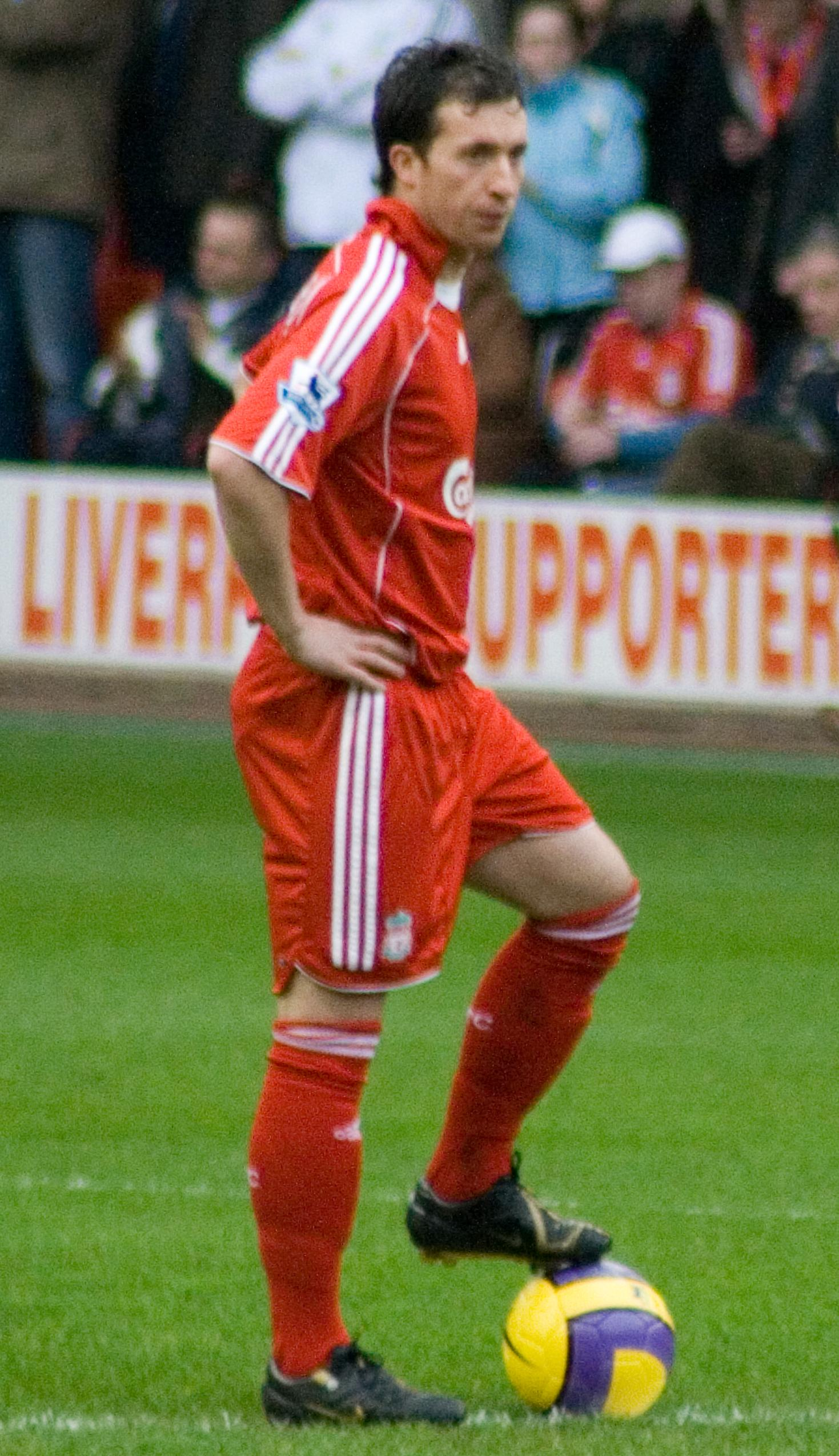
Fowler im Liverpool-Trikot (2007)

Fowlers Vertrag war zunächst auf die restlichen Saisonspiele beschränkt, aber nach guten Eindrücken und fünf Toren belohnte ihn Trainer Rafael Benítez mit der Verlängerung seines Kontrakts um ein weiteres Jahr. Hoffnungen auf eine Wiederbelebung der „guten alten Zeit“ erfüllten sich jedoch nicht. Benítez sorgte mit den Neueinkäufen Craig Bellamy und Dirk Kuyt für ein nachhaltiges Aufrüsten im offensiven Problembereich und Fowler war in unmittelbarer Konsequenz darauf nur noch als „vierte Wahl“. Die wenigen Erfolgsmomente beschränkten sich auf verwandelte Elfmeter – am ersten Spieltag gegen Sheffield United und in der Rückserie gegen denselben Gegner zwei Strafstöße innerhalb von nur vier Minuten – und in der restlichen Zeit blieb ihm die Rolle des Ersatzspielers vorbehalten. So war die Entscheidung, nach der Saison 2006/07 wieder getrennte Wege zu gehen, unvermeidbar. In Anerkennung seiner Verdienste stand er in den abschließenden drei Ligapartien jeweils in der Startformation und am letzten Spieltag führte er die „Reds“ gegen Charlton Athletic als Kapitän an.

#### Letzte Karrierestationen (seit 2007)

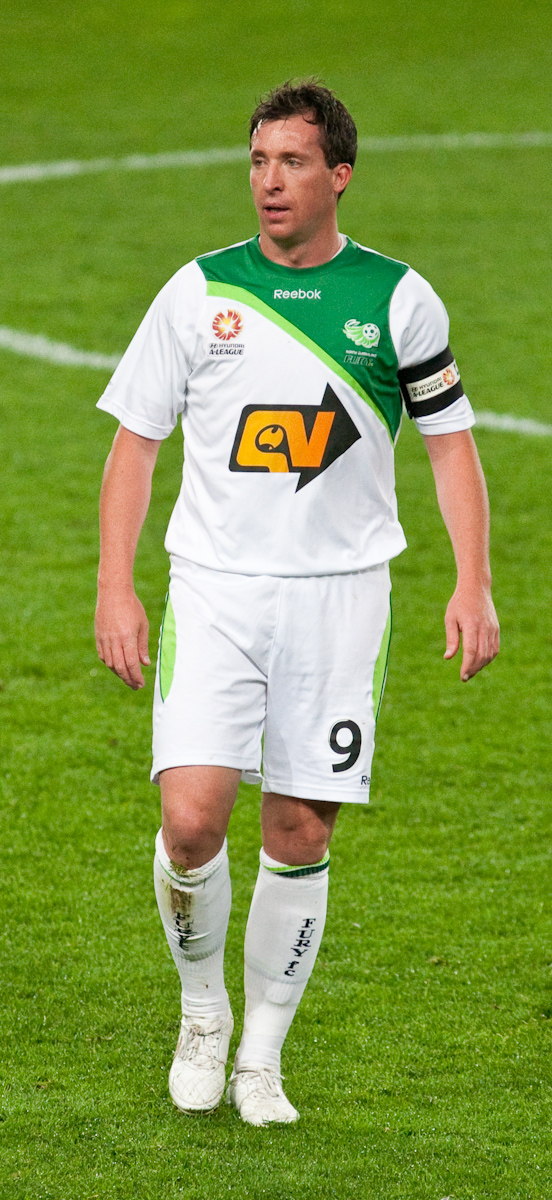
Fowler im Trikot von North Queensland Fury (2009)

Am 21. Juli 2007 wechselte Fowler zu Cardiff City in die zweite englische Liga und unterschrieb dort einen Einjahresvertrag plus der Option auf ein weiteres Jahr – für Fowler unter der Voraussetzung von einer gewissen Mindestanzahl an Einsätzen. Cardiff City rüstete deutlich auf und neben Fowler war der erfahrene Jimmy Floyd Hasselbaink der zweite „hochkarätige“ Neuzugang bei dem walisischen Klub, der in der Saison 2007/08 sogar das FA-Cup-Endspiel erreichte. Fowler war jedoch an dem Erreichten nur marginal beteiligt. Er schoss lediglich sechs Pflichtspieltore und musste sich zwischenzeitlich wegen seiner langwierigen Hüftverletzung in den USA einer Operation unterziehen. So war es wenig überraschend, dass Fowler in der entscheidenden Phase – speziell im Pokalfinale – fehlte und nach fehlgeschlagenen Vertragsverhandlungen den Klub bereits nach einem Jahr wieder verließ.
Während sich die Blackburn Rovers in der portugiesischen Algarve auf die neue Saison 2008/09 vorbereiteten, nahm Trainer Paul Ince Fowler auf „Pay-as-you-play“-Basis unter Vertrag – die Entlohnung fand also jeweils pro Spiel statt. Da Fowler in den folgenden knapp drei Monaten nur in drei Ligaspielen zum Einsatz kam und nur in der Partie gegen die Bolton Wanderers in der Startelf stand, hielt sich die finanzielle Belastung für den Klub aus Blackburn in Grenzen.
Zu Jahresbeginn 2009 wechselte er als Marquee-Spieler zum neu gegründeten australischen A-League-Team North Queensland Fury und ein Jahr später zum Ligarivalen Perth Glory. Im März 2011 nahm Fowler ein Engagement beim englischen Drittligisten Milton Keynes Dons an, nachdem sein enger Freund Karl Robinson dort Trainer geworden war und dieser ihn um Unterstützung in Bezug auf ein Spezialtraining seiner Angreifer gebeten hatte. Anschließend hospitierte er beim FC Bury und beim FC Liverpool.
Anfang Juni gab Fowler bekannt, nicht zu Perth zurückkehren zu wollen. Er verkündete zudem bereits das Ende seiner Karriere, um sich zukünftig auf eine Ausbildung als Trainer konzentrieren zu können, heuerte dann aber im Juli 2011 noch einmal beim thailändischen Erstligisten Muangthong United an.

### Englische Nationalmannschaft
Fowler kam bereits in jungen Jahren in englischen Nachwuchsmannschaften zu Ehren und war maßgeblich am Europameistertitel 1993 der U-18 beteiligt, als er – obwohl zunächst nur auf der Ersatzbank sitzend – mit fünf Treffern in vier Spielern bester Torjäger war. Es folgte im November 1993 gegen San Marino sein Debüt in der U-21-Auswahl; auch dort trug er sich sofort in der Torschützenliste ein. Bis 1995 sammelte Fowler acht U-21-Länderspiele an, bevor er im Vorfeld der Euro 1996 im eigenen Land in der A-Nationalmannschaft erste Erfahrungen sammelte.
Zum Ende der Saison 1995/96, in der Fowler mit 36 Pflichtspieltreffern für den FC Liverpool nachhaltig auf sich aufmerksam machte, feierte er am 27. März 1996 gegen Bulgarien (1:0) per Einwechslung seinen Einstand und knapp einen Monat später stand er gegen Kroatien (0:0) erstmals in der Startelf. Als Ersatzspieler für die in vorderster Angriffslinie gesetzten Alan Shearer und Teddy Sheringham nominierte ihn Trainer Terry Venables schließlich in den englischen Kader für die Fußball-Europameisterschaft 1996; im Turnier selbst kam Fowler gegen die Niederlande (4:1) und Spanien (4:2 n. E.) zu zwei Kurzeinsätzen. Sein erstes A-Länderspieltor gelang ihm am 29. März 1997 gegen Mexiko und nicht wenige Experten prophezeiten eine baldige Entwicklung hin zum Stammspieler.
Dass es dazu nicht kam, war in erster Linie seinem Kreuzbandriss im Februar 1998 geschuldet. Dadurch verpasste er eine mögliche Teilnahme an der Weltmeisterschaft 1998 in Frankreich und musste anschließend mit ansehen, wie sein Vereinskamerad Michael Owen durch gute Leistungen sportlich an ihm vorbeizog. Nach seinem Comeback war er weiter Teil des erweiterten Kaders der „Three Lions“ und dabei auch bei der Euro 2000 in Belgien und den Niederlanden, aber für einen Einsatz anstelle der Stammspieler Shearer oder Owen reichte es nicht. Nach Shearers Rücktritt entwickelte sich Emile Heskey sukzessive zum idealen Sturmpartner für Owen. Fowler nahm noch einmal an der WM 2002 in Japan und Südkorea teil, aber seinem letzten Auftritt im Achtelfinale gegen Dänemark (3:0) folgte kein weiterer Einsatz mehr. Insgesamt gelangen Fowler bei seinen insgesamt 26 Länderspielen – darunter nur elf Partien von Beginn an – sieben Tore.

## Fowler als Sportler, mediale Wahrnehmung und Aktivitäten neben dem Fußball
Mit sechs Toren in den ersten fünf Pflichtspielen des FC Liverpool katapultierte sich Fowler Ende September 1993 schlagartig in den öffentlichen Fokus. Trotz seiner für den britischen Fußball untypischen schmächtigen Gestalt wurde es zu einem der ersten „Aushängeschilder“ der noch jungen Premier League, und früh wurden Vergleiche mit Jimmy Greaves – einem der erfolgreichsten Torjäger der Nachkriegszeit – gezogen. Besonders im Zusammenspiel mit seinem Freund und Flügelspieler Steve McManaman war er zur Mitte der 1990er-Jahre prägend für das Offensivspiel der „Reds“. Neben seinen Torjägerqualitäten, die sich darin äußerten, dass er in drei aufeinanderfolgenden Spielzeiten zwischen 1994 und 1997 jeweils mehr als 30 Pflichttreffer erzielte, haftete ihm außerhalb Platzes jedoch auch früh ein etwas überhebliches Image an. In diesem Zusammenhang hatte der Auftritt beim FA-Cup-Finale 1996 gegen Manchester United (0:1) einen nachhaltigen Effekt, als die gesamte Mannschaft in weißen Anzügen erschien und Fowler mit seinen Mannschaftskollegen wie Jamie Redknapp, Stan Collymore, David James und Steve McManaman als „Spice Boys“ und „Playboys“ verhöhnt wurde.
Nach seiner schweren Kreuzbandverletzung im Februar 1998 war Fowler vor allem im Frühjahr 1999 Gegenstand öffentlicher Kontroversen. Zunächst lieferte er sich am 27. Februar 1999 ein Scharmützel auf dem Platz mit Graeme Le Saux vom FC Chelsea, in dessen Nachgang Fowler für zwei Spiele gesperrt wurde. Dabei hatte Fowler angeblich während der gesamten Partie verbale und gestikulierende Beleidigungen in Richtung Le Saux geäußert und auf die angebliche Homosexualität des Verteidigers angespielt. Gut einen Monat später machte er am 3. April 1999 nach einem verwandelten Elfmeter gegen den FC Everton wieder negativ von sich reden, als er an einer Spielfeldmarkierungslinie das Schniefen von Kokain imitierte – in seiner im September 2005 veröffentlichten Autobiografie bezeichnete er den zuletzt genannten Vorfall als Scherz und wies die Vermutung einer Anspielung zurück.
Außerhalb des Fußballsports hat Fowler großes Interesse am Pferderennsport und unterhält mit seinem besten Freund Steve McManaman die „Macca and Growler Partnership“.

## Titel/Auszeichnungen
- UEFA-Pokal: 2001
- UEFA Super Cup: 2001
- FA Cup: 2001
- Englischer Ligapokal: 1995, 2001
- U-18-Europameister: 1993
- Englands Fußballer des Jahres (Bester Jungprofi): 1995, 1996

## Saisonstatistik
| Verein                | Liga                | Saison          | Liga   | Liga | Nat. Pokal | Nat. Pokal | Ligapokal | Ligapokal | Europapokal | Europapokal | Andere | Andere | Gesamt | Gesamt |
| Verein                | Liga                | Saison          | Spiele | Tore | Spiele     | Tore       | Spiele    | Tore      | Spiele      | Tore        | Spiele | Tore   | Spiele | Tore   |
| --------------------- | ------------------- | --------------- | ------ | ---- | ---------- | ---------- | --------- | --------- | ----------- | ----------- | ------ | ------ | ------ | ------ |
| FC Liverpool          | Premier League      | 1993/94         | 28     | 12   | 1          | 0          | 5         | 6         | -           | -           | -      | -      | 34     | 18     |
| FC Liverpool          | Premier League      | 1994/95         | 42     | 25   | 7          | 2          | 8         | 4         | -           | -           | -      | -      | 57     | 31     |
| FC Liverpool          | Premier League      | 1995/96         | 38     | 28   | 7          | 6          | 4         | 2         | 4           | 0           | -      | -      | 53     | 36     |
| FC Liverpool          | Premier League      | 1996/97         | 32     | 18   | 1          | 1          | 4         | 5         | 7           | 7           | -      | -      | 44     | 31     |
| FC Liverpool          | Premier League      | 1997/98         | 20     | 9    | 1          | 0          | 4         | 3         | 3           | 1           | -      | -      | 28     | 13     |
| FC Liverpool          | Premier League      | 1998/99         | 25     | 14   | 2          | 1          | 2         | 1         | 6           | 2           | -      | -      | 35     | 18     |
| FC Liverpool          | Premier League      | 1999/00         | 14     | 3    | -          | -          | -         | -         | -           | -           | -      | -      | 14     | 3      |
| FC Liverpool          | Premier League      | 2000/01         | 27     | 8    | 5          | 2          | 5         | 6         | 11          | 1           | -      | -      | 48     | 17     |
| FC Liverpool          | Premier League      | 2001/02         | 10     | 3    | -          | -          | -         | -         | 7           | 1           | -      | -      | 17     | 4      |
| Gesamt                | Gesamt              | Gesamt          | 236    | 120  | 24         | 12         | 32        | 27        | 38          | 12          | -      | -      | 330    | 171    |
| Leeds United          | Premier League      | 2001/02         | 22     | 12   | 1          | 0          | -         | -         | -           | -           | -      | -      | 23     | 12     |
| Leeds United          | Premier League      | 2002/03         | 8      | 2    | 1          | 0          | -         | -         | 1           | 0           | -      | -      | 10     | 2      |
| Gesamt                | Gesamt              | Gesamt          | 30     | 14   | 2          | 0          | -         | -         | 1           | 0           | -      | -      | 33     | 14     |
| Manchester City       | Premier League      | 2002/03         | 14     | 2    | -          | -          | -         | -         | -           | -           | -      | -      | 14     | 2      |
| Manchester City       | Premier League      | 2003/04         | 31     | 7    | 4          | 1          | 2         | 1         | 4           | 1           | -      | -      | 41     | 10     |
| Manchester City       | Premier League      | 2004/05         | 31     | 10   | -          | -          | 1         | 1         | -           | -           | -      | -      | 32     | 11     |
| Manchester City       | Premier League      | 2005/06         | 4      | 1    | 1          | 3          | -         | -         | -           | -           | -      | -      | 5      | 4      |
| Gesamt                | Gesamt              | Gesamt          | 80     | 20   | 5          | 4          | 3         | 2         | 4           | 1           | -      | -      | 92     | 28     |
| FC Liverpool          | Premier League      | 2005/06         | 14     | 5    | -          | -          | -         | -         | 2           | 0           | -      | -      | 16     | 5      |
| FC Liverpool          | Premier League      | 2006/07         | 16     | 3    | -          | -          | 3         | 2         | 4           | 2           | -      | -      | 23     | 7      |
| Gesamt                | Gesamt              | Gesamt          | 30     | 8    | -          | -          | 3         | 2         | 6           | 2           | -      | -      | 39     | 12     |
| Cardiff City          | Championship        | 2007/08         | 13     | 4    | -          | -          | 3         | 2         | -           | -           | -      | -      | 16     | 6      |
| Gesamt                | Gesamt              | Gesamt          | 13     | 4    | -          | -          | 3         | 2         | -           | -           | -      | -      | 16     | 6      |
| Blackburn Rovers      | Premier League      | 2008/09         | 3      | 0    | -          | -          | -         | -         | 3           | 0           | -      | -      | 6      | 0      |
| Gesamt                | Gesamt              | Gesamt          | 3      | 0    | -          | -          | -         | -         | 3           | 0           | -      | -      | 6      | 0      |
| North Queensland Fury | A-League            | 2009/10         | 26     | 9    | -          | -          | -         | -         | -           | -           | -      | -      | 26     | 9      |
| Gesamt                | Gesamt              | Gesamt          | 26     | 9    | -          | -          | -         | -         | -           | -           | -      | -      | 26     | 9      |
| Perth Glory           | A-League            | 2010/11         | 28     | 9    | -          | -          | -         | -         | -           | -           | -      | -      | 28     | 9      |
| Gesamt                | Gesamt              | Gesamt          | 28     | 9    | -          | -          | -         | -         | -           | -           | -      | -      | 28     | 9      |
| Muangthong United     | Thai Premier League | 2011            | 13     | 2    | 4          | 2          | 1         | 0         | 2           | 0           | -      | -      | 20     | 4      |
| Gesamt                | Gesamt              | Gesamt          | 13     | 2    | 4          | 2          | 1         | 0         | 2           | 0           | -      | -      | 20     | 4      |
| Karriere Gesamt       | Karriere Gesamt     | Karriere Gesamt | 458    | 186  | 35         | 18         | 45        | 33        | 51          | 15          | -      | -      | 589    | 252    |